# Ictidomys
Ictidomys es un género de ardillas terrestres. Son endémicas de Norteamérica.

## Especies
Se reconocen las siguientes especies:
- Ictidomys mexicanus (Erxleben, 1777)
- Ictidomys parvidens (Mearns, 1896)
- Ictidomys tridecemlineatus (Mitchill, 1821)